# 關公 (電視劇)
《關公》 ，1996年中華電視公司八點檔古裝劇，製作人謝迺彪，播出前原定名為《三國英雄傳》，1995年關公誕辰開鏡，1996年於華視主頻首播。2008年被中国大陆引进，并删减了剧中部分涉及神话传说的故事情节，更名为《三國英雄傳之关公》。於南方卫视、辽宁电视台首播。2019年9月6日在緯來電影台重播，10月8日播到第23集中途停播，2020年2月10日從24集再度恢復播出，2020年3月24日播出完結篇。

## 播出時間
| 頻道       | 所在地   | 播映日期 | 播出時間 |
| ---------- | -------- | -------- | -------- |
| 華視       | 臺灣     | 1996年   | 20:00    |
| 南方卫视   | 中国大陆 | 2009年   |          |
| 辽宁电视台 | 中国大陆 | 2009年   |          |
| 緯來電影台 | 臺灣     | 2019年   |          |

## 劇情
東漢末年，連年旱災，南海龍王因不忍蒼生受苦，私自降雨，玉皇大帝大怒，遂將其打落凡間，南海龍王降生人間後，姓管名長生，在家鄉因犯案，而逃亡至涿郡，后被梨山圣母所救并易容，遂化名為關羽，與賣草鞋的劉備和殺豬的屠戶張飛相遇。劉關張三人志向相同，極為投契，便桃園結義成異姓兄弟，從此闖蕩天下。

## 剧集目录

### 第一篇：月下斩貂蝉 第1集 - 第13集
| 集數   | 標題              |
| ------ | ----------------- |
| 第1集  | 龙王转世 关公出生 |
| 第2集  | 桃园三结义        |
| 第3集  | 青龙偃月刀        |
| 第4集  | 吕布与董卓        |
| 第5集  | 温酒斩华雄        |
| 第6集  | 三英战吕布        |
| 第7集  | 貂蝉戏董卓        |
| 第8集  | 吕布除董卓        |
| 第9集  | 关公斩狗官        |
| 第10集 | 驱虎吞狼计        |
| 第11集 | 铜雀春深锁二乔    |
| 第12集 | 曹操大战呂布      |
| 第13集 | 月下斩貂蝉        |

### 第二篇：过五关斩六将 第14集 - 第20集
| 集數   | 標題            |
| ------ | --------------- |
| 第14集 | 千里走单骑      |
| 第15集 | 关公保皇嫂      |
| 第16集 | 关公挂印封金    |
| 第17集 | 东岭关斩孔秀    |
| 第18集 | 洛阳关斩韩福    |
| 第19集 | 荥阳关斩王植    |
| 第20集 | 古城会 关张释疑 |

### 第三篇：三顾茅庐 第21集 - 第23集
| 集數   | 標題           |
| ------ | -------------- |
| 第21集 | 刘玄德三顾茅庐 |
| 第22集 | 孔明娶亲       |
| 第23集 | 孔明出山       |

### 第四篇：火烧赤壁 第24集 - 第36集
| 集數   | 標題           |
| ------ | -------------- |
| 第24集 | 火烧博望坡     |
| 第25集 | 张飞娶亲       |
| 第26集 | 火烧新野       |
| 第27集 | 赵云单骑救主   |
| 第28集 | 张飞大闹长坂桥 |
| 第29集 | 诸葛亮舌战群儒 |
| 第30集 | 周瑜群英会     |
| 第31集 | 蒋干盗书       |
| 第32集 | 孔明草船借箭   |
| 第33集 | 龐統巧授連環計 |
| 第34集 | 周瑜打黄盖     |
| 第35集 | 借东风火烧赤壁 |
| 第36集 | 华容道义释曹操 |

### 第五篇：孔明三气周瑜 第37集 - 第45集
| 集數   | 標題         |
| ------ | ------------ |
| 第37集 | 孔明一气周瑜 |
| 第38集 | 孔明一气周瑜 |
| 第39集 | 孔明一气周瑜 |
| 第40集 | 孔明一气周瑜 |
| 第41集 | 孔明二气周瑜 |
| 第42集 | 孔明二气周瑜 |
| 第43集 | 孔明二气周瑜 |
| 第44集 | 孔明三气周瑜 |
| 第45集 | 孔明三气周瑜 |

### 第六篇：神医华佗 第46集 - 第54集
| 集數   | 標題     |
| ------ | -------- |
| 第46集 | 神医华佗 |
| 第47集 | 神医华佗 |
| 第48集 | 神医华佗 |
| 第49集 | 神医华佗 |
| 第50集 | 神医华佗 |
| 第51集 | 神医华佗 |
| 第52集 | 神医华佗 |
| 第53集 | 神医华佗 |
| 第54集 | 神医华佗 |

## 演员表

### 女性人物
- 小喬：岳翎飾
- 大喬：崔佩仪飾
- 貂蝉：邱于庭饰
- 孫尚香：关咏荷飾
- 阿楚：龚慈恩飾
- 关燕：陈仙梅飾
- 文㛢：贾静雯飾
- 严氏：和家馨飾
- 冬梅：杨宝玮飾
- 公孙小婴：陈孝萱饰
- 夏侯英：況明潔饰
- 桑小蝶：王美雪饰
- 甘夫人：李璇饰
- 糜夫人：梅嫦芬饰
- 卞夫人：喻可欣饰
- 蔡夫人：何璦芸饰
- 吴国太：吴静娴饰
- 張妻：沈雪珍饰
- 孫氏：董文汾饰
- 婉兒：張莉莉饰
- 周母：唐如蘊饰
- 华佗母：崔小萍饰
- 吴押狱妻：张淘淘饰
- 孫寡婦：喬可欣饰
- 胡妻：張盈真饰
- 奶娘：王羽霓饰
- 管大娘：江霞饰
- 女掌櫃：包翠英饰

### 蜀
- 刘备：张复建饰
- 关羽：勾峰、陈俊生饰
- 张飞：崔浩然饰
- 趙雲：谢祖武饰
- 诸葛亮：赵树海饰
- 关兴：王燦饰
- 糜竺：王晨旭饰
- 馬良：李龍吟饰
- 孫乾：戈偉家饰
- 龐統：鄧安寧饰
- 廖化：班鐵翔饰
- 周倉：鹿峰饰
- 关平：黄膺勳饰
- 馬彪：甯騰饰
- 馬良：李龍吟饰
- 劉封：林敏祥饰
- 麋芳：馬學文饰
- 樊皮：夏靖庭饰

### 魏
- 曹操：龙隆饰
- 程昱：聶秉賢饰
- 荀彧：彭祥瑛饰
- 司马懿：游天龙饰
- 華歆：陳臨饰
- 满宠：乔华国
- 夏侯惇：葉飛饰
- 曹仁：張順興饰
- 曹洪：張至成饰
- 张辽：黄仲裕饰
- 徐晃：管謹宗饰
- 李典：張孝正饰
- 曹彰：李志堅饰
- 曹植：游耀光饰
- 蔣幹：陳啟峻饰
- 徐庶：段正平饰
- 左慈：管管饰
- 孔秀：李㼈饰
- 韓福：杜滿生饰
- 孟坦：龍冠武饰
- 錢書吏：文帥饰
- 主簿：唐川饰
- 卞喜：江洋饰
- 王植：馮元饰
- 胡班：萬勃成饰

### 吴
- 孙权：李兴文饰
- 孙策：卫子云饰
- 周瑜：秦風饰
- 魯肅：施羽饰
- 陆逊：杨仲恩饰
- 张昭：王瑞林饰
- 薛综：王宇饰
- 黄盖：田丰饰
- 呂蒙：高沖宵饰
- 蔣欽：黃冠雄饰
- 周泰：李祖興饰
- 甘寧：那達克饰
- 董襲：李龍吟饰
- 丁奉：邵長生饰
- 徐盛：曹華興饰
- 程普：劉克勉饰
- 朱治：曹復國饰
- 呂範：李子英饰
- 太史慈：張文進饰
- 喬國老：葛香亭饰
- 張紘：王俠饰
- 呂玨：王灝饰
- 左榮：祝嘉正饰

### 东汉
- 华佗：欧阳龙饰
- 吕布：宋达民饰
- 董卓：杨群饰
- 王允：曹健饰
- 袁紹：顧冠忠饰
- 袁術：林煒饰
- 公孙瓒：管谨宗饰
- 司马徽：常楓饰
- 黃承彥：乾德門饰
- 丁原：金石饰
- 呂熊：龍冠武饰
- 陳宮：張紹鐸饰
- 督郵：胡鈞饰
- 張世平：黃建群饰
- 江標：汪強饰
- 老鐵匠：余松照饰
- 漢少帝：鍾本偉饰
- 汉献帝：凯凯饰
- 黃琬：高振鵬飾
- 華雄：黃仲裕饰
- 李儒：田平春饰
- 何進：陸一龍饰
- 盧植：胡翔評饰
- 林炳：楊力饰
- 李肅：郑平君饰
- 李傕：林誠饰
- 郭汜：李藝明饰
- 魏續：關洪饰
- 侯成：薛峰進饰
- 葛春：林光寧饰
- 龐舒：魏天曙饰
- 田豐：李秉樺饰
- 陶謙：章永華饰
- 紀靈：金浩饰
- 劉表：張文彬饰
- 蔡瑁：白原饰
- 劉琦：衛國泰饰
- 劉琮：張宇文饰
- 杜遠：許文銳饰
- 胡華：康凱饰
- 普淨：王孫飾
- 郭常：梁燕民饰
- 郭能：那達克饰
- 裴元紹：葉雲琰饰
- 關定：郭昌儒饰
- 孟公威：劉越逖饰
- 石廣元：王彼得饰
- 大夫：尚智饰
- 牧童：謝君良饰
- 小僮：藍信傑饰
- 探報：郝孝祖饰
- 管老爹：傅雷饰
- 老和尚：田豐饰
- 丁宮：王彼得饰
- 樊阿：黃宗寬饰
- 吴押狱：陈立华饰

### 神仙
- 南海龙王：勾峰饰
- 梨山圣母：邵佩瑜饰
- 青龙：汪强饰
- 玉皇大帝：李桐春饰
- 于吉：夏靖庭饰

## 电视原声带

### 台湾
| 曲序 | 曲目                     |        | 作曲   | 演唱   |
| ---- | ------------------------ | ------ | ------ | ------ |
| 1.   | 《放手爱》（片尾曲）     | 许常德 | 左宏元 | 陈雨霈 |
| 2.   | 《滔滔三国潮》（片頭曲） | 许常德 | 左宏元 | 陈雨霈 |

## 外部連結
- 國家文化資料庫-關公 （页面存档备份，存于）
- 國家文化記憶庫 - 關公
- 典藏台灣 - 關公 （页面存档备份，存于）

## 電視節目的變遷
| 華視 八點檔 | 華視 八點檔     | 華視 八點檔 |
| ----------- | --------------- | ----------- |
|             | 關公 （1996年） |             |
| 第一世家    | 阿足            |             |